# Horváth Klára (politikus)
Horváth Klára (Győr, 1962. január 27. –) magyar politikus, az MSZP országgyűlési képviselője, Bábolna polgármestere.

## Életpályája

### Iskolái
Általános iskoláját Győr mellett, Nyúlon végezte el. 1980-ban érettségizett a győri Révai Miklós Gimnáziumban. 1980–1985 között a József Attila Tudományegyetem Állam- és Jogtudományi Karának hallgatója volt.

### Pályafutása
1985–1987 között a Bábolnai Mezőgazdasági Kombinát jogi előadója, 1987–1990 között jogtanácsosa, 1990-ben vezető jogtanácsosa volt. 1990–1992 között a Budaflax Komáromi Textil Rt. vezető jogtanácsosa volt. 1992–1998 között ügyvédként és felszámolóbiztosként tevékenykedett. 2000-től a Komárom-Bábolna Kistérségi Társulat elnöke. 2001–2010 között a Komáromi Vizitársulat igazgatóságának elnöke, s több alapítvány kuratóriumi tagja volt.

### Politikai pályafutása
1990–1994 között Bábolna alpolgármestere volt. 1998 óta Bábolna polgármestere (MSZP). 2002–2010 között országgyűlési képviselő (Komárom-Esztergom megye) volt. 2002–2004 között az Egészségturizmus albizottság tagja, 2004–2010 között elnöke volt. 2002–2006 között az Idegenforgalmi bizottság, valamint a Falusi turizmus albizottság tagja volt. 2003 és 2010 között az MSZP tagja. 2003-ban az MSZP frakcióvezető-helyettese volt. 2004–2010 között a Baloldali Önkormányzati Közösség (BÖK) Komárom-Esztergom Megyei elnöke, 2007–2010 között a BÖK alelnöke volt. 2006–2010 között a Sport- és turisztikai bizottság tagja volt. 2007–2010 között az Európai integrációs albizottság és a Vendéglátás albizottság tagja volt.

## Családja
Szülei: Horváth Béla és Liszkai Margit. Két lánya van.

## Díjai
- Bábolna díszpolgára (2013)[2]